# Benqué-Molère
Benqué-Molère (gascognisch Benquèr-Molèra) ist eine französische Gemeinde mit 137 Einwohnern (Stand 1. Januar 2022) im Département Hautes-Pyrénées in der Region Okzitanien. Sie gehört zum Arrondissement Bagnères-de-Bigorre sowie zum Kanton La Vallée de l’Arros et des Baïses. Sie wurde 2017 aus den
Gemeinden Benqué und Molère gegründet.

## Geographie
Benqué-Molère liegt etwa 21 Kilometer südöstlich von Tarbes auf dem Plateau von Lannemezan. Der Arros begrenzt die Gemeinde im Westen. Umgeben wird Benqué-Molère von den Nachbargemeinden Mauvezin im Norden, Capvern im Osten und Nordosten, Tilhouse im Süden und Südosten, Sarlabous im Südwesten, Bourg-de-Bigorre im Westen sowie Bonnemazon im Nordwesten.

## Gliederung
| Ortsteil | ehemaliger INSEE-Code | Fläche (km²) | Einwohnerzahl (2013) |
| -------- | --------------------- | ------------ | -------------------- |
| Benqué   | 65081                 | 2,05         | 83                   |
| Molère   | 65312                 | 1,74         | 36                   |

## Sehenswürdigkeiten
- Kirche Saint-Étienne von Benqué
- Kirche Sainte-Barbe von Molère

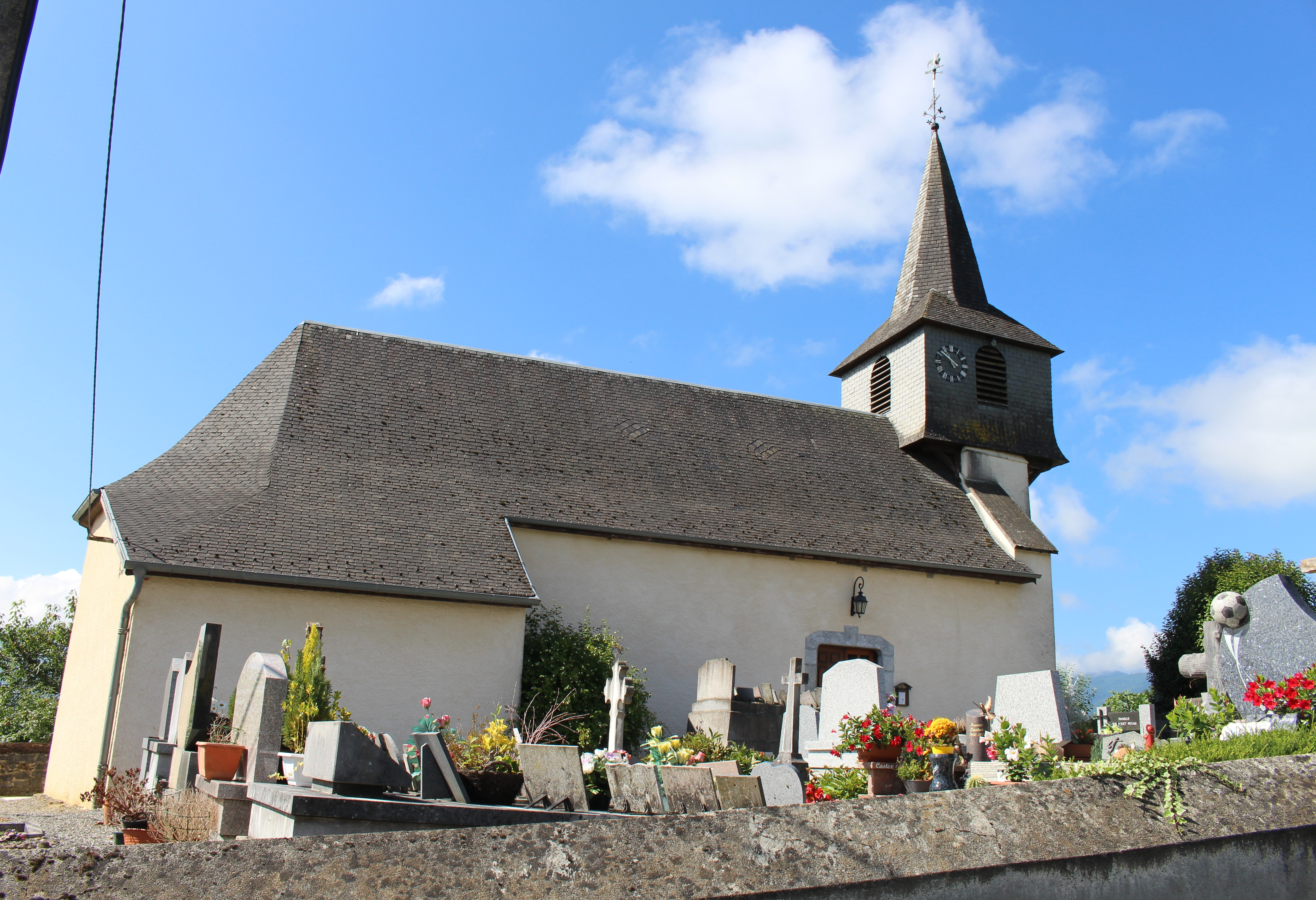
Kirche Saint-Étienne
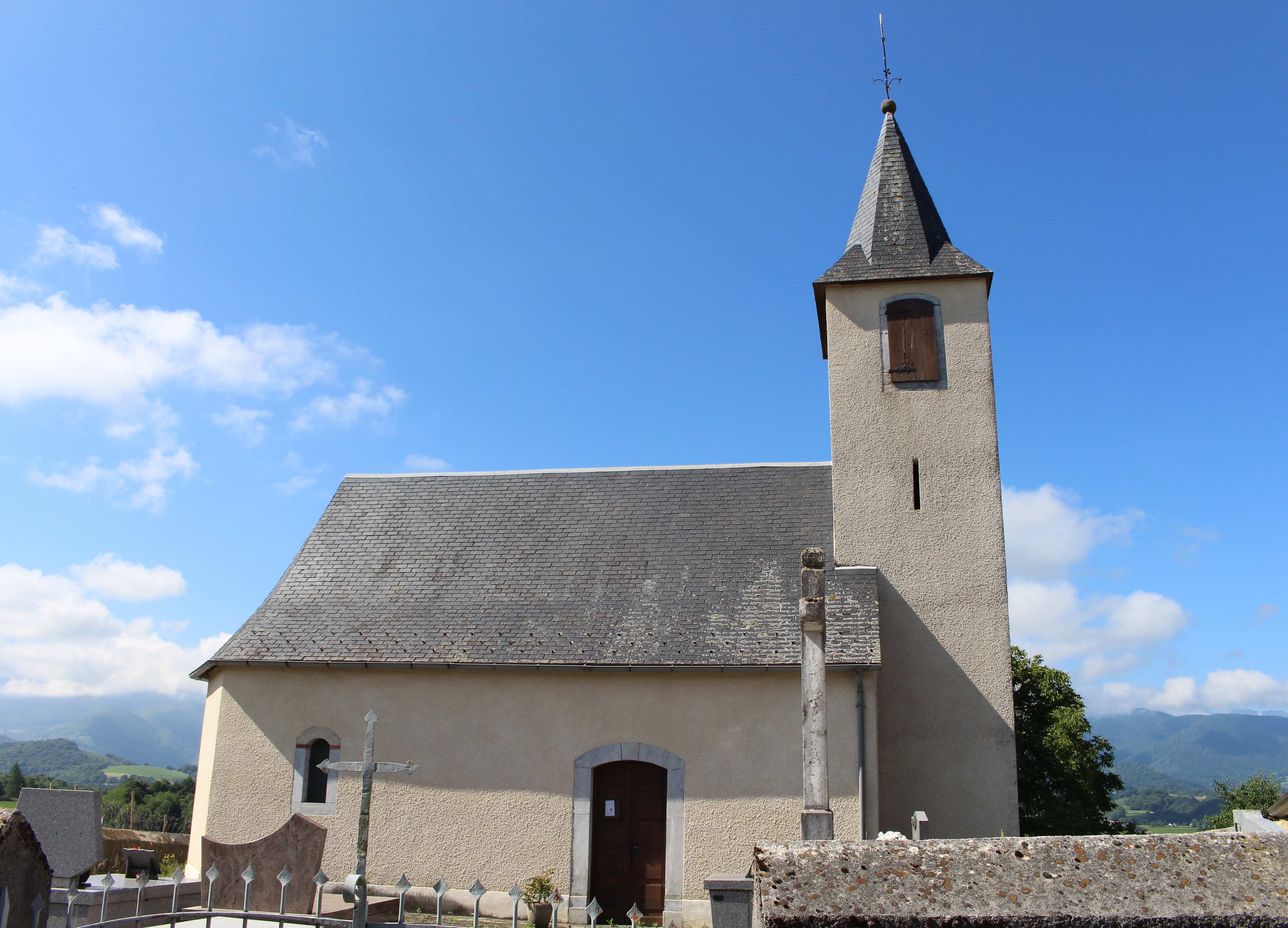
Kirche Sainte-Barbe